# 埃罗堡
埃罗堡（義大利語：Castelletto d'Erro）是意大利亚历山德里亚省的一个市镇。总面积4.71平方公里，人口150人，人口密度31.8人/平方公里（2009年）。ISTAT代码为006048。